# Amjun
Amjun (arab. ‏أميون‎) – miasto w Libanie, 78 km na północ od Bejrutu, 18 km na południe od Trypolisu, centrum administracyjne dystryktu Kada Al-Kura (muhafaza Dystrykt Północny). Miejscowość zamieszkiwana jest głównie przez prawosławnych rytu bizantyjskiego. Początki osadnictwa na terenie Amjun sięgają IV tys. p.n.e. W 694 r. maronici pokonali bizantyjską karną ekspedycję w bitwie pod Amjun. 
Zabytki: katedra św. Jerzego „El Dahleez”, kościół św. Jana „Al Sheer”, kościół św. Fokasa, grota św. Mariny.

## Miasta partnerskie
- Kalamata